# Diocesi di Nkayi
La diocesi di Nkayi (in latino: Dioecesis Nkayiensis) è una sede della Chiesa cattolica nella Repubblica del Congo suffraganea dell'arcidiocesi di Pointe-Noire. Nel 2021 contava 371.600 battezzati su 610.400 abitanti. È retta dal vescovo Daniel Mizonzo.

## Territorio
La diocesi comprende le regioni di Bouenza e di Lékoumou nella repubblica del Congo.
Sede vescovile è la città di Nkayi, dove si trova la cattedrale di San Luigi.
Il territorio è suddiviso in 18 parrocchie.

## Storia
La diocesi è stata eretta il 5 dicembre 1983 con la bolla Quandoquidem Christi Ecclesia di papa Giovanni Paolo II, ricavandone il territorio dalla diocesi di Pointe-Noire (oggi arcidiocesi). Originariamente era suffraganea dell'arcidiocesi di Brazzaville.
Il 24 maggio 2013 ha ceduto una porzione del suo territorio a vantaggio dell'erezione della diocesi di Dolisie.
Il 30 maggio 2020 è entrata a far parte della provincia ecclesiastica di Pointe-Noire.

## Cronotassi dei vescovi
Si omettono i periodi di sede vacante non superiori ai 2 anni o non storicamente accertati.
- Ernest Kombo, S.I. † (5 dicembre 1983 - 7 luglio 1990 nominato vescovo di Owando)
- Bernard Nsayi † (7 luglio 1990 - 16 ottobre 2001 dimesso)
- Daniel Mizonzo, dal 16 ottobre 2001

## Statistiche
La diocesi nel 2021 su una popolazione di 610.400 persone contava 371.600 battezzati, corrispondenti al 60,9% del totale.
| anno | popolazione | popolazione | popolazione | presbiteri | presbiteri | presbiteri | presbiteri                | diaconi | religiosi | religiosi | parrocchie |
| anno | battezzati  | totale      | %           | numero     | secolari   | regolari   | battezzati per presbitero | diaconi | uomini    | donne     | parrocchie |
| ---- | ----------- | ----------- | ----------- | ---------- | ---------- | ---------- | ------------------------- | ------- | --------- | --------- | ---------- |
| 1990 | 145.972     | 414.415     | 35,2        | 40         | 20         | 20         | 3.649                     |         | 26        | 47        | 18         |
| 1997 | 257.083     | 485.843     | 52,9        | 57         | 42         | 15         | 4.510                     |         | 30        | 65        | 19         |
| 2001 | 192.216     | 468.696     | 41,0        | 45         | 42         | 3          | 4.271                     |         | 7         | 25        | 18         |
| 2002 | 193.216     | 478.696     | 40,4        | 46         | 42         | 4          | 4.200                     |         | 7         | 25        | 18         |
| 2003 | 300.500     | 485.843     | 61,9        | 49         | 46         | 3          | 6.132                     |         | 4         | 25        | 18         |
| 2004 | 250.000     | 490.000     | 51,0        | 41         | 39         | 2          | 6.097                     |         | 4         | 23        | 17         |
| 2012 | 195.216     | 510.596     | 38,2        | 96         | 88         | 8          | 2.033                     |         | 8         | 40        | 25         |
| 2013 | 124.216     | 300.596     | 41,3        | 65         | 59         | 6          | 1.911                     |         | 11        | 37        | 14         |
| 2016 | 325.000     | 534.000     | 60,9        | 47         | 43         | 4          | 6.914                     |         | 10        | 24        | 20         |
| 2019 | 353.700     | 581.000     | 60,9        | 38         | 38         |            | 9.307                     |         | 6         | 25        | 16         |
| 2020 | 362.900     | 596.100     | 60,9        | 46         | 46         |            | 7.889                     |         | 7         | 29        | 16         |
| 2021 | 371.600     | 610.400     | 60,9        | 39         | 39         |            | 9.528                     |         | 7         | 28        | 18         |